# Manuel de Freitas
 (mars 2021).
Pour les articles homonymes, voir Freitas.
Manuel de Freitas (né à Vale de Santarém, Portugal, en 1972) est un poète, éditeur et critique littéraire portugais.

## Biographie
Il vit à Lisbonne depuis 1990. Son premier recueil a été publié en 2000, aujourd'hui il est l'un des poètes portugais les plus prolifiques avec près de cinquante recueils. En plus de se consacrer à la poésie, il est traducteur, critique littéraire pour le journal Expresso et a une collaboration dispersée dans plusieurs magazines littéraires portugais. Il dirige, avec la poète Inês Dias, la maison d'édition Averno  et est directeur, également avec Inês Dias, des magazines de poésie Telhados de Vidro et Cão Celeste depuis près de 20 ans. Il est également l'un des libraires de la petite librairie Paralelo W à Lisbonne.
En 2002, il organise l'anthologie Poetas sem Qualidades (Poètes sans qualités), une œuvre qui finira par contribuer à une vive controverse sur les voies de la poésie portugaise apparue ces dernières années.
Manuel de Freitas est aujourd'hui considéré comme l'un des plus grands poètes portugais vivants. Discret sur son image et préférant les maisons d'éditions indépendantes, il est souvent associé à une poésie underground, loin du monde académique. Préférant un style simple et auto-ironique malgré sa grande érudition, ce "poète des tavernes"  s'inscrit dans la lignée d'un Pessanha, Al Berto ou encore d'un Herberto Helder.

## Livres publiés

### Poésie
- 2000 – Todos Contentes e Eu Também (Campo das Letras)
- 2001 – Os Infernos Artificiais (Frenesi)
- 2001 – Isilda ou a Nudez dos Códigos de Barras (Black Son)
- 2001 – BMW 244 (Edição do Autor)
- 2002 – Game Over (& etc)
- 2002 – SIC (Assírio & Alvim)
- 2003 – Beau Séjour (Assírio & Alvim)
- 2003 – Büchlein für Johann Sebastian Bach (Assírio & Alvim)
- 2004 – Levadas (Assírio & Alvim)
- 2004 – O Coração de Sábado à Noite (Assírio & Alvim)
- 2004 – Blues for Mary Jane (& etc)
- 2004 - Juxta Crucem Tecum Stare (Alexandria)
- 2005 – Vai e Vem (Assírio & Alvim)
- 2005 – Aria Variata (Alexandria)
- 2005 – Jukebox (Teatro de Vila Real)
- 2005 – Qui passe, for my Ladye (Edição do Autor)
- 2005 – A Flor dos Terramotos (Averno)
- 2006 – Cretcheu Futebol Clube (Assírio & Alvim)
- 2007 – Juros de Demora (Assírio & Alvim)
- 2007 – Terra Sem Coroa (Teatro de Vila Real)
- 2007 – Walkmen (& etc), com José Miguel Silva
- 2008 – Brynt Kobolt (Averno)
- 2008 – Estádio (Edição do Autor)
- 2008 – Jukebox 2 (Teatro de Vila Real)
- 2008 – Boa Morte (Edição do Autor)
- 2009 – Intermezzi, Op. 25 (Opera Omnia)
- 2009 – Jukebox 1 & 2 (Teatro de Vila Real)
- 2009 - Canções Usadas (Oficina do Cego) [edição colectiva de ilustração e poesia - os outros poetas são Rui Pires Cabral e José Miguel Silva]
- 2010 – Isilda ou a Mudez dos Códigos de Barras (Oficina do Cego)
- 2010 - A Última Porta (Assírio & Alvim) [antologia org. por José Miguel Silva]
- 2010 - A Nova Poesia Portuguesa (Poesia Incompleta)
- 2011 - Motet Pour Les Trépassés (Língua Morta)
- 2011 - Portas do Mar (ed. do autor)
- 2011 - Marilyn Moore (Assírio & Alvim)
- 2012 - Cinco Rosas Para António Manuel Couto Viana (Averno)
- 2012 - 18 de Abril (Língua Morta)
- 2012 - Jukebox 3 (Teatro de Vila Real)
- 2012 - Cólofon (Fahrenheit 451)
- 2014 - Ubi Sunt (Averno)
- 2015 - Sunny Bar (Alambique) [antologia org. por Rui Pires Cabral]
- 2016 - Sítio (volta d' mar), com Inês Dias

### Essais
- 1999 - A Noite dos Espelhos breve ensaio sobre a poesia de Al Berto (Frenesi)
- 2001 - Uma Espécie de Crime: “Apresentação do Rosto” de Herberto Helder (& etc)
- 2005 - Me, Myself and I — Autobiografia e imobilidade na poesia de Al Berto (Assírio & Alvim)
- 2012 - Pedacinhos de Ossos (Averno)
- 2015 - Incipit (Averno)

### Anthologies
- 2002 - Poetas Sem Qualidades (Averno)
- 2009 - A Perspectiva da Morte: 20(-2) Poetas Portugueses do Século XX (Assírio & Alvim)

### Traductions
- 2003 - Anatole France, Thaïs (Antígona)
- 2009 - E. M. Cioran, Silogismos da Amargura (Letra Livre)
- 2009 - Josep M. Rodriguez, A Caixa Negra (Averno)
- 2009 - Mariano Peyrou, O Discurso Opcional Obrigatório (Averno)
- 2009 - Conde de Lautréamont, Os Cantos de Maldoror/Poesias I & II (Antígona)
- 2010 - E. M. Cioran, Do Inconveniente de Ter Nascido (Letra Livre)
- 2015 - Pablo Fidalgo Lareo, Os Meus Pais: Romeu e Julieta (Averno)
- 2017 - George Bataille, A Literatura e o Mal (Letra Livre)